# 윈도우 콘솔
윈도우 콘솔(Windows Console)은 마이크로소프트 윈도우에서 텍스트 기반 사용자 인터페이스와 콘솔 애플리케이션을 위한 윈도우 API 기반 인프라(하부 구조)이다. 윈도우 콘솔 인스턴스는 화면 버퍼와 입력 버퍼를 갖추고 있으며 둘 다 창 또는 텍스트 모드로 이용할 수 있고 Alt-Enter 키를 통해 각 모드로 전환할 수 있다. 후자의 경우 시스템의 전체 화면 모드 미지원으로 인해 윈도우 비스타, 7, 8, 8.1에서는 지원하지 않으나 윈도우 10에서는 다시 지원하도록 바뀌었다.
윈도우 콘솔 인스턴스는 일반적으로 이미지를 표시할 필요가 없으나 색을 사용할 수는 있는 애플리케이션이 보통 사용된다. 그 예로는 명령 줄 인터페이스 도구라든지 윈도우 명령 프롬프트, 윈도우 파워셸 등의 명령 줄 인터프리터, 그리고 파 매니저와 미드나이트 커맨더 등의 파일 관리자, 그리고 MS-DOS 편집기와 같은 편집기들을 들 수 있다.
2019년, 윈도우 콘솔의 하부 구조는 윈도우 터미널과 더불어 MIT 라이선스로 오픈 소스화되었다.

## 같이 보기
- 명령 줄 인터페이스
- 윈도우 터미널
- 시스템 콘솔
- 리눅스 콘솔